# Umbenennung von Orten in Ostpreußen im Jahr 1938
Die Umbenennung von Orten in Ostpreußen im Jahr 1938 erfolgte im Zuge der „nationalsozialistischen Germanisierungspolitik“ schon seit 1933.  Diese Umbenennung wurde vor allem durch den  Bund Deutscher Osten (BDO) betrieben. Alles, was „polnisch oder  litauisch“ klang, sollte einem „rein deutschen Namen“ weichen. Anfangs wurde über die Umbenennungen individuell entschieden. Mit einer Anordnung des Gauleiters und Oberpräsidenten Erich Koch vom 16. Juli 1938 begann eine „generalstabsmäßig vorbereitete ethnische Flurbereinigung“ Ostpreußens. Dabei wurde eine große Zahl von Namen altpreußischen, polnischen und litauischen Ursprungs „eingedeutscht“. Auch andere Teile des Deutschen Reiches waren betroffen, insbesondere die preußische Provinz Schlesien (bzw. die Provinzen Nieder- und Oberschlesien) und die Lausitz; siehe dazu Liste von Ortsumbenennungen in der Lausitz 1936/37.
Ortsnamen in Masuren waren gelegentlich schon vor der Zeit des Nationalsozialismus geändert worden (z. B. Marggrabowa in Treuburg, jetzt Olecko, im Jahr 1928). So waren im Landkreis Lötzen bereits in der Zeit der Weimarer Republik 47 % der Ortschaften umbenannt worden, weitere 36 % nach 1933. 1933 wurde Sutzken bei Goldap in Hitlershöhe umbenannt. Nachdem Koch am 25. August 1937 eine entsprechende Anordnung (betr.: Verdeutschung fremdsprachiger Namen in Ostpreußen) herausgegeben hatte, wurde die systematische Umbenennung in Angriff genommen. Das Reichsministerium für Wissenschaft, Erziehung und Volksbildung setzte eine von Ministerialrat Harmjanz geleitete Expertenkommission ein, der die Herren Karl Heinrich Meyer (Slawist aus Königsberg), Walther Ziesemer (Sprachforscher aus Königsberg), Viktor Falkenhahn (Lektor und Fachmann für litauische und altpreußische Namen) und Max Hein (Direktor des Königsberger Staatsarchivs und Fachmann für die Namen im Deutschordensstaat) angehörten. Betroffen waren Namen von Dörfern, Seen, Waldstücken und Fluren. In einigen Kreisen wurden bis zum 16. Juli 1938 70 % der geografischen Namen geändert. Die Änderungen reichten von Vereinfachungen und Verkürzungen der Schreibweise über Übersetzungen (z. B. Pillkallen in Schloßberg) bis zu Neuschöpfungen (z. B. wurde aus Stallupönen Ebenrode, aus Scheschuppe Ostfluß).
Nach dem Zweiten Weltkrieg erfolgte eine Neufestlegung der Namen durch polnische und sowjetische Behörden.